# グレン・スパークマン
グレン・マイケル・スパークマン（Glenn Michael Sparkman, 1992年5月11日 - ）は、アメリカ合衆国テキサス州ジャクソン郡ガナド出身のプロ野球選手（投手）。右投右打。愛称は"スパーキー"。

## 経歴

### プロ入りとロイヤルズ傘下時代
2013年のMLBドラフト20巡目（全体594位）でカンザスシティ・ロイヤルズから指名され、プロ入り。契約後、傘下のパイオニアリーグのルーキー級アイダホフォールズ・チュカーズでプロデビュー。20試合に登板して1勝0敗2セーブ、防御率1.72、47奪三振を記録した。
2014年はA+級ウィルミントン・ブルーロックスでプレーし、29試合（先発18試合）に登板して8勝3敗1セーブ、防御率1.56、117奪三振を記録した。
2015年はAA級ノースウエストアーカンソー・ナチュラルズでプレーし、4試合に先発登板して2勝2敗、防御率3.60、21奪三振を記録した。この年にはトミー・ジョン手術を受けている。
2016年はルーキー級アリゾナリーグ・ロイヤルズ、A級レキシントン・レジェンズ、A+級ウィルミントン 、AA級ノースウエストアーカンソーでプレーし、4球団合計で16試合に先発登板して2勝7敗、防御率5.22、65奪三振を記録した。

### ブルージェイズ時代
2016年12月8日にルール・ファイブ・ドラフトでトロント・ブルージェイズから指名され、移籍した。
2017年は右手親指骨折の影響で開幕は故障者リストで迎え、6月30日に復帰した。同日のボストン・レッドソックス戦でメジャーデビュー（0.2回を無失点）。だが、次の登板となった7月2日の同カードでは7失点と打ち込まれ、翌3日にDFAとなった。ブルージェイズでは2試合に登板して防御率63.00だった。

### ロイヤルズ時代

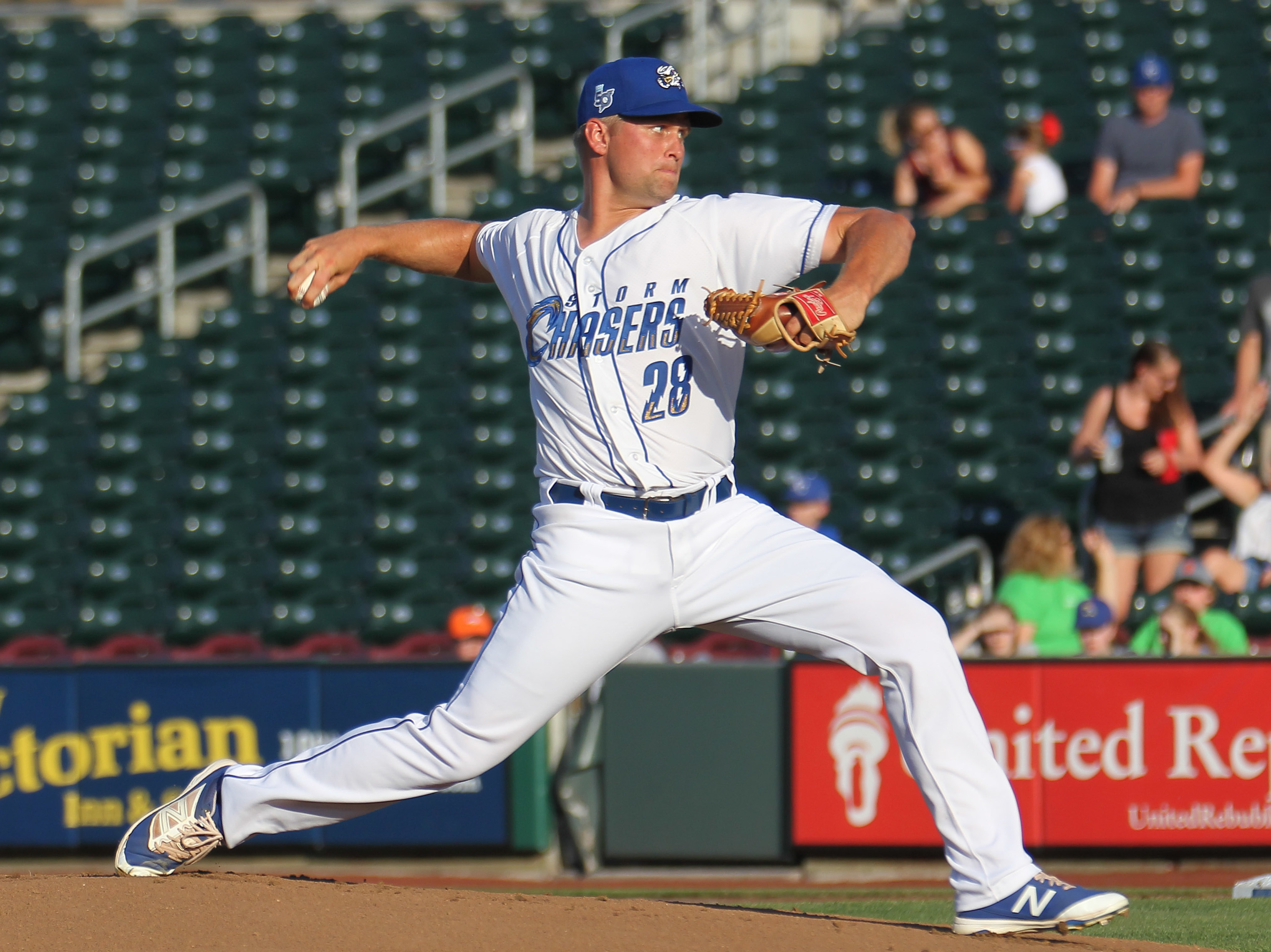
AAA級オマハ・ストームチェイサーズ時代（2018年）

2017年7月8日、ルール・ファイブ・ドラフトの規約によりロイヤルズに戻ることになり、AA級ノースウエストアーカンソーへ配属された。
2018年、マイナーではAA級ノースウエストアーカンソーとAAA級オマハ・ストームチェイサーズでプレー。7月8日にメジャー契約を結んでアクティブ・ロースター入りした。この年メジャーでは15試合（先発3試合）に登板して0勝3敗、防御率4.46、27奪三振を記録した。
2019年は31試合（先発23試合）に登板して4勝11敗、防御率6.02、81奪三振を記録した。
2020年11月20日にDFAとなり、23日に自由契約となった。

### ツインズ傘下時代
2020年12月17日にミネソタ・ツインズとマイナー契約を結んで2021年のスプリングトレーニングに招待選手として参加することになった。

### オリックス時代
2021年5月20日にオリックス・バファローズとの契約に合意し、7月18日に入団会見を行った。シーズン通算で6試合に登板し、0勝1敗、防御率6.88を記録。12月2日に自由契約選手公示された。

### ロッテ・ジャイアンツ時代
2021年12月24日にKBOリーグのロッテ・ジャイアンツとの2022年シーズンの選手契約が発表された。2022年7月31日、ロッテからウェーバー公示され、8月7日に自由契約選手となった。同年ロッテでは2勝4敗、防御率5.31の成績だった。

## 投球データ
| 球種           | 配分 | 平均球速 | 平均球速 | 運動量 (in) | 運動量 (in) |
| 球種           | %    | mph      | km/h     | 水平        | 鉛直        |
| -------------- | ---- | -------- | -------- | ----------- | ----------- |
| フォーシーム   | 61   | 94       | 151      | -6          | 07          |
| カーブ         | 19   | 80       | 128      | 04          | -8          |
| チェンジアップ | 13   | 86       | 138      | -8          | 05          |
| スライダー     | 07   | 83       | 133      | 02          | -1          |

最速97.2mph（156km/h、2018年計測）・平均94mph（151km/h）前後の速球を主に、カーブ、チェンジアップ、スライダーを使用する。本人はスライダー主体の投球が売りだと話しているが、実際にはスライダーを投げる割合が最も少ない。メジャー通算（2017-20）の奪三振率は5.54、与四球率は2.89。

## 人物
趣味は「庭づくり」で、盆栽に興味を持っており、見学することを計画している。

## 詳細情報

### 年度別投手成績
| 年 度    | 球 団      | 登 板 | 先 発 | 完 投 | 完 封 | 無 四 球 | 勝 利 | 敗 戦 | セ 丨 ブ | ホ 丨 ル ド | 勝 率 | 打 者 | 投 球 回 | 被 安 打 | 被 本 塁 打 | 与 四 球 | 敬 遠 | 与 死 球 | 奪 三 振 | 暴 投 | ボ 丨 ク | 失 点 | 自 責 点 | 防 御 率 | W H I P |
| -------- | ---------- | ----- | ----- | ----- | ----- | -------- | ----- | ----- | -------- | ----------- | ----- | ----- | -------- | -------- | ----------- | -------- | ----- | -------- | -------- | ----- | -------- | ----- | -------- | -------- | ------- |
| 2017     | TOR        | 2     | 0     | 0     | 0     | 0        | 0     | 0     | 0        | 0           | ----  | 12    | 1.0      | 9        | 0           | 0        | 1     | 0        | 0        | 0     | 0        | 7     | 7        | 63.00    | 10.00   |
| 2018     | KC         | 15    | 3     | 0     | 0     | 0        | 0     | 3     | 0        | 0           | .000  | 176   | 38.1     | 47       | 3           | 15       | 3     | 1        | 27       | 3     | 1        | 20    | 19       | 4.46     | 1.62    |
| 2019     | KC         | 31    | 23    | 1     | 1     | 0        | 4     | 11    | 0        | 0           | .267  | 606   | 136.0    | 164      | 30          | 41       | 1     | 6        | 81       | 6     | 2        | 96    | 91       | 6.02     | 1.51    |
| 2020     | KC         | 4     | 0     | 0     | 0     | 0        | 0     | 0     | 0        | 0           | ----  | 27    | 5.0      | 9        | 0           | 1        | 0     | 0        | 2        | 0     | 0        | 6     | 3        | 5.40     | 2.00    |
| 2021     | オリックス | 6     | 3     | 0     | 0     | 0        | 0     | 1     | 0        | 0           | .000  | 73    | 17.0     | 15       | 4           | 8        | 0     | 1        | 14       | 0     | 1        | 13    | 13       | 6.88     | 1.35    |
| MLB：4年 | MLB：4年   | 52    | 26    | 1     | 1     | 0        | 4     | 14    | 0        | 0           | .222  | 821   | 180.1    | 229      | 33          | 58       | 4     | 7        | 111      | 9     | 3        | 129   | 120      | 5.99     | 1.59    |
| NPB：1年 | NPB：1年   | 6     | 3     | 0     | 0     | 0        | 0     | 1     | 0        | 0           | .000  | 73    | 17.0     | 15       | 4           | 8        | 0     | 1        | 14       | 0     | 1        | 13    | 13       | 6.88     | 1.35    |

- 2021年度シーズン終了時

### 記録

#### NPB
初記録
- 初登板・初先発登板：2021年8月18日、対北海道日本ハムファイターズ14回戦（ほっともっとフィールド神戸）、4回2失点で勝敗つかず
- 初奪三振：同上、2回表に淺間大基から空振り三振

### 背番号
- 46（2017年）
- 57（2018年 - 2020年、2022年）
- 56（2021年6月25日 - 同年終了）